# Microtúnel
Las técnicas conocidas como excavación de microtúneles (microtunnelling) e hinca o empuje de tuberías (pipe jacking) siguen ambas el mismo principio de funcionamiento y nacen de la necesidad de llevar a cabo el tendido de tuberías sin la excavación de zanja (trenchless technology o ejecución "sin trinchera").
El método, entre la construcción de túneles y perforación de sondeos, consiste en empujar la tubería desde un pozo e ir hincándola en el terreno a la vez que un elemento excavador por delante de ella va abriendo el hueco aprovechando el empuje transmitido por dicha tubería. El escombro que se genera en el frente es retirado hacia el exterior por diferentes métodos.
En la parte delantera se ubica lo que se podría llamar el cabezal excavador, que sirve de guía y protección al primer tubo empujado y que va unido a éste mediante pequeños cilindros hidráulicos que permiten el ajuste de la dirección deseada de empuje.
Para el arranque del material en el frente existen diferentes tipos de máquinas adaptables a las condiciones del terreno. Las potencias son muy variables y dependen del diámetro y de las características del terreno.
Las ventajas de esta técnica respecto de la que exige la apertura de zanja son, entre otras:
1. Mínima excavación en superficie.
2. Reducidas o nulas interferencias sobre el tráfico.
3. Mínima contaminación ambiental por ruido y polvo.
4. Ausencia de perjuicios a comerciantes, industriales, etc.
5. Menores costes por expropiaciones, indemnizaciones…
6. Pocos trabajos de rehabilitación del área afectada.
7. Riesgo de producir asientos en superficie prácticamente nulo.
8. En las galerías de gran diámetro el revestimiento final (la propia tubería construida de una pieza en fábrica) tiene mayor resistencia.
9. El acabado interno es muy uniforme lo que mejora las condiciones de flujo en el caso de conducciones hidráulicas.

Las técnicas de microtúneles e hinca de tuberías se utilizan fundamentalmente para el tendido de conducciones y canalizaciones para:
- a) abastecimiento de agua potable.
- b) eliminación de aguas residuales.
- c) distribuciones de energía eléctrica y gas.

las cuales han de pasar por debajo de diferentes obstáculos como:
- a) edificaciones en ciudades.
- b) cursos de agua.
- c) vías de comunicación importantes.
- d) tierras de cultivo.

## Microtúnel o hinca vs. Zanja
Las técnicas conocidas como excavación de microtúneles e hinca de tuberías se basan en los mismos principios, y la diferencia entre ambas suele establecerse tomando como referencia el diámetro del túnel. Así, la técnica de tendido de tubería sin excavación de zanja se denomina hinca de tuberías cuando los diámetros son grandes, de 900 a 3000 mm, mientras que se denomina microtúnel cuando el diámetro baja de los 800-900 mm, diámetros en los que las legislaciones no permiten la entrada de trabajadores al interior. Así pues, podríamos definir la ejecución de microtúneles como la técnica de empuje de tubos en el caso de diámetros no visitables. El hecho de que no pueda haber personal en el interior la hace un poco especial ya que todos los sistemas se han de manejar por control remoto desde el pozo de empuje.
Al trabajarse en diámetros visitables, muchos controles se trasladan al interior del túnel, como pasa en las técnicas convencionales de avance con TBM.
Cuando la hinca de tuberías se emplea con diámetros grandes, 2500 a 3000 mm, entra en competencia directa con el avance con las tuneladoras de menor diámetro que utilizan sostenimiento a base de dovelas prefabricadas. En este caso, el tendido de tuberías exige longitudes mucho más cortas. Así, mientras con tuneladoras se pueden hacer túneles de varios kilómetros, las técnicas de empuje de tubos sólo permiten llegar a unos cientos de metros (en algún caso muy cerca del kilómetro). Se podría ir a la solución de varios pozos de empuje pero eso exigiría un túnel poco profundo, lo que no ocurre siempre, y cuando es poco profundo, exige que haya varios puntos en el trayecto adecuados para poder llevar a cabo en ellos los pozos de empuje.